# رگینه اولسن

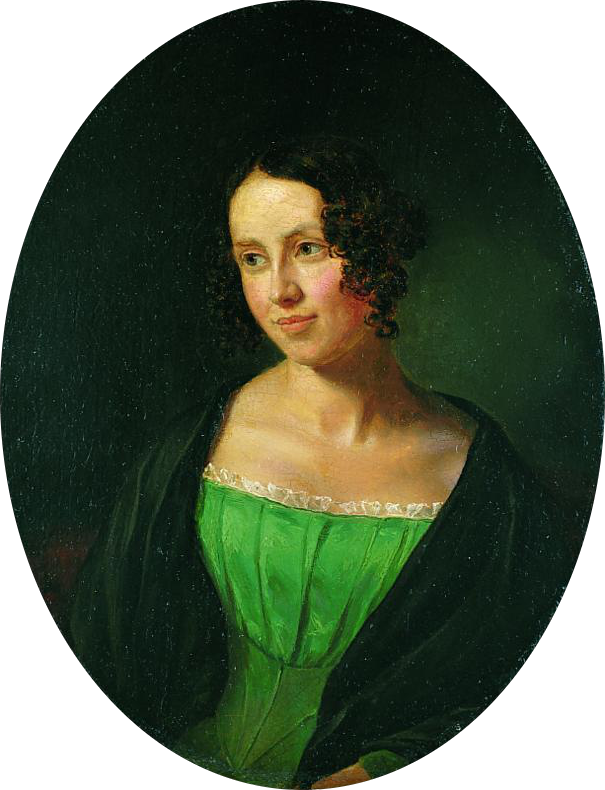
رگینه اولسن در سال ۱۸۴۰ (نقاشی توسط امیل Bærentzen)

رگینه اولسن (۲۳ ژانویه ۱۸۲۲–۱۸ مارس ۱۸۹۴) یک بانوی دانمارکی بود که از سپتامبر ۱۸۴۰ تا اکتبر ۱۸۴۱ نامزد فیلسوف و خداشناس دانمارکی سورن کی یرکگارد بود.

## نامزدی باکی یرکگارد
کی یرکگارد "رگینه اولسن" را در خانهٔ یکی از دوستانش می‌بیند و عاشق او می‌شود.

### آشنایی
چند سال بعد بهانه‌ای می‌یابد و به خانه خانواده اولسن می‌رود. او دربارهٔ آن روز می‌گوید:
در خیابان بیرون خانه‌شان همدیگر را دیدیم. گفت: کسی خانه نیست. آنقدر بی‌مغز بودم که این را به حساب دعوت گذاشتم. با او داخل خانه شدم. در اتاق پذیرایی دوتایی تنها، در برابر هم ایستاده بودیم. اندکی معذب بود. از او خواستم، مثل همیشه قطعه‌ای بزند. او هم زد. اما باز هم راحت نبودیم. آن وقت یک دفعه دفترچه نت را از جلویش برداشتم، آن را بستم؛ و با اندکی خشونت به روی پیانو پرت کردم وگفتم: «حالا اصلاً موسیقی به چه درد من می‌خورد! این تویی که من دنبالت هستم.» ساکت ماند. تلاش دیگری نکردم که دلش را به دست بیاورم…
مستقیم پیش پدرش رفتم. یادم هست نگران بودم که مبادا فکر «رگینه» را زیادی به خودم مشغول کرده باشم… پدرش راضی به این ازدواج بود. برای ۱۰ سپتامبر، وقت دادند.
حتی یک کلمه برای ترغیب رگینه نگفتم. رگینه جواب مثبت داد.
کی‌یرکگور در یاداشت‌های روزانه‌اش می‌نویسد: او خودش را به من سپرد، تقریباً عبادت می‌کرد و از من می‌خواست عاشقش باشم؛ و این چنین بر من تأثیر گذاشت و به هیجانم آورد…

### بحران
کی‌یرکگور آشکارا احساس کرد که باید رگینه را رها کند. چون در آن زمان معتقد بود این انتخابی ا‌ست میان رگینه و خدا! «مسئله این است که به یک فکر بچسبی.» و کی‌یرکگور خدا را انتخاب کرد. پایان دادن به این رابطه سخت بود. در آن زمان به این راحتی نمی‌شد نامزدی را به هم زد، خصوصاً اگر دلیل معقولی نداشتی. کی‌یرکگور مجبور شد شقاوت پیشه کند تا رگینه دست از او بشوید. کی‌یرکگور دربارهٔ آن روزها در یاداشت‌های روزانه‌اش نوشته‌است: «دوران رنج وحشتناکی بود. مجبور بودم آن گونه شقاوت بورزم و در عین حال آن گونه هم عشق بورزم. رگینه مثل یک ماده ببر می‌جنگید.»

### جدایی
آن‌ها از هم جدا شدند. کی‌یرکگور از آن روز می‌گوید:
رگینه گفت قول بده به فکر من باشی. من قول دادم. گفت مرا ببوس. بوسیدمش؛ بی شور و شهوت. و از هم جدا شدیم. تمام آن شب در رختخواب گریه کردم. رگینه پس از به هم خوردن این رابطه سخت بیمار شد. دو سال بعد با «فردریک اشلگل» ازدواج کرد.
کی‌یرکگور بعدها به این نتیجه رسید که رها کردن رگینه اشتباه بوده و اگر ایمان بیشتری به خدا داشت و واقعاً باور داشت که خدا هر کاری را ممکن می‌کند، می‌توانست رگینه را هم داشته باشد. کی‌یرکگور تا پایان عمر ازدواج نکرد.